# ジョシュア・アフ
ジョシュア・アフ（Josh Afu、1987年2月21日 - ）は、トンガ出身のラグビー選手。

## プロフィール
- ポジションはロック(LO)、ナンバーエイト(No.8)、フランカー(FL)。
- 身長 195cm、体重 108kg
- トンガ代表である。

## 略歴
ブリスベン高校卒業後、2007年、スーパーラグビーのレッズに加入。2シーズンプレーした。なお同年に初めてトンガ代表に選出される。
2009年、ニューカッスル・ファルコンズに加入。3シーズンプレーした。
2012年、フランスのクラブカルカソンヌに加入。1シーズンプレーした。
2013年、釜石シーウェイブスに加入。2シーズンプレーした。
2013年9月15日に行われたトップイーストリーグDiv.1第1節の日本IBMビッグブルー戦で途中出場ながら日本での公式戦初出場を果たす。